# Bezzia albicornis
Bezzia albicornis är en tvåvingeart som först beskrevs av Johann Wilhelm Meigen 1818.  Bezzia albicornis ingår i släktet Bezzia och familjen svidknott. Inga underarter finns listade i Catalogue of Life.